# Stanley Schachter
Stanley Schachter (15. dubna 1922, Queens, New York, New York – 7. června 1997, East Hampton) byl americký psycholog židovského původu, profesor psychologie na Kolumbijské univerzitě, 7. nejcitovanější psycholog 20. století.
Byl žákem Kurta Lewina a Leona Festingera, jehož teorii kognitivní disonance spolurozvíjel. Sám proslul svou dvoufaktorovou teorií emocí. Studoval řadu psychologických jevů: neschopnost emocionálního vzrušení, obezitu, závislost na nikotinu či sklony k lakotě.